# 格尼韋克山
79°20′S 158°55′E / 79.333°S 158.917°E
格尼韋克山（英語：Mount Gniewek）是南極洲的山峰，位於奧次地，處於凱爾蒂山西南面11公里的卡萊恩冰川北岸，海拔高度2,060米，美國地質調查局根據測量和該國海軍的空中照片繪入地圖，現時由南極條約體系管理。